# Fußball-Club Bayern München 1966-1967
Questa voce raccoglie le informazioni riguardanti il Fußball-Club Bayern München nelle competizioni ufficiali della stagione 1966-1967.

## Stagione
In questa stagione fanno il loro esordio in squadra Hans-Georg Schwarzenbeck e Franz Roth, mentre il Bayern partecipa per la prima volta alle competizioni europee giocando alla Coppa delle Coppe. Nella manifestazione la squadra elimina in successione Tatran Prešov, Shamrock Rovers, Rapid Vienna (ai tempi supplementari) e Standard Liegi, prima di arrivare alla finale di Norimberga. Qui i tedeschi sconfiggono 1-0 il Rangers grazie a un gol di Roth che arriva nei tempi supplementari. Il Bayern conquista poi la terza coppa di Germania eliminando anche i concittadini del Monaco 1860, e sconfiggendo infine l'Amburgo per 4-0 nella finale di Stoccarda. In Bundesliga la squadra si classifica sesta, arrivando a sei punti dalla vetta.

## Rosa
| N. |                     | Ruolo | Calciatore               |
| -- | ------------------- | ----- | ------------------------ |
|    | Germania (bandiera) | P     | Fritz Kosar              |
|    | Germania (bandiera) | P     | Sepp Maier               |
|    | Germania (bandiera) | P     | Gerhard Welz             |
|    | Germania (bandiera) | D     | Stefan Bacak             |
|    | Germania (bandiera) | D     | Karl Borutta             |
|    | Germania (bandiera) | D     | Adolf Kunstwadl          |
|    | Germania (bandiera) | D     | Peter Kupferschmidt      |
|    | Germania (bandiera) | D     | Hans Nowak               |
|    | Germania (bandiera) | D     | Werner Olk               |
|    | Germania (bandiera) | D     | Hans Rigotti             |
|    | Germania (bandiera) | D     | Hans-Georg Schwarzenbeck |
|    | Germania (bandiera) | C     | Franz Beckenbauer        |
|    | Germania (bandiera) | C     | Jakob Drescher           |

| N. |                     | Ruolo | Calciatore        |
| -- | ------------------- | ----- | ----------------- |
|    | Germania (bandiera) | C     | Rudolf Grosser    |
|    | Germania (bandiera) | C     | Dieter Koulmann   |
|    | Germania (bandiera) | C     | Rainer Ohlhauser  |
|    | Germania (bandiera) | C     | Franz Roth        |
|    | Germania (bandiera) | C     | Klaus Walleitner  |
|    | Germania (bandiera) | C     | Peter Werner      |
|    | Germania (bandiera) | A     | Dieter Brenninger |
|    | Germania (bandiera) | A     | Wolfgang Comploy  |
|    | Germania (bandiera) | A     | Gerd Müller       |
|    | Germania (bandiera) | A     | Rudolf Nafziger   |
|    | Germania (bandiera) | A     | Günther Nasdalla  |
|    | Croazia (bandiera)  | A     | Anton Vučkov      |

## Maglie e sponsor
|  | Casa |  | Trasferta |  |

## Organigramma societario
Area direttiva
- Presidente:  Wilhelm Neudecker

Area tecnica
- Allenatore: Zlatko Čajkovski
- Allenatore in seconda:
- Preparatore dei portieri:
- Preparatori atletici:

## Calciomercato

### Sessione estiva
| Acquisti | Acquisti         | Acquisti            | Acquisti |
| R.       | Nome             | da                  | Modalità |
| -------- | ---------------- | ------------------- | -------- |
| A        | Günther Nasdalla | Viktoria Colonia    |          |
| C        | Franz Roth       | SpVgg Kaufbeuren    |          |
| A        | Rudolf Schmidt   | Duisburg            |          |
| P        | Gerhard Welz     | Vikt. Aschaffenburg |          |

| Cessioni | Cessioni           | Cessioni        | Cessioni |
| R.       | Nome               | a               | Modalità |
| -------- | ------------------ | --------------- | -------- |
| A        | Ramiro Blacut      | Bolívar         |          |
| D        | Dieter Danzberg    | RW Oberhausen   |          |
| D        | Hubert Windsperger | Preußen Münster |          |

## Risultati

### Bundesliga

#### Girone di andata
| Arbitro: | Siebert |

|            |           |                                  |
| Müller 14’ | Marcatori | 53’ (rig.) Grabowski 75’ Huberts |

| Düsseldorf 27 agosto 1966, ore 16:00 CET 2ª giornata | Fortuna Düsseldorf | 0 – 0 referto | Bayern Monaco | Flinger Broich (45 000 spett.)\| Arbitro: \| Ohmsen \| |
| Arbitro:                                             | Ohmsen             |               |               |                                                        |

| Monaco di Baviera 3 settembre 1966, ore 16:00 CET 3ª giornata | Bayern Monaco | 0 – 0 referto | Hannover 96 | Stadion an der Grünwalder Straße (23 000 spett.)\| Arbitro: \| Hennig \| |
| Arbitro:                                                      | Hennig        |               |             |                                                                          |

| Arbitro: | Seiler |

|            |           |                                                              |
| Müller 69’ | Marcatori | 9’ Rigotti 33’, 82’ Müller 58’ Roth 71’ Brenninger 88’ Nowak |

| Arbitro: | Spinnler |

|                                        |           |                                    |
| Olk 15’ Brenninger 39’ Müller 63’, 68’ | Marcatori | 31’ Heynckes 41’ Wimmer 47’ Laumen |

| Arbitro: | Biwersi |

|                                        |           |               |
| Koslowski 12’ Hasebrink 78’ Simmet 85’ | Marcatori | 62’ Ohlhauser |

| Arbitro: | Jacobi |

|  |           |           |
|  | Marcatori | 35’ Greif |

| Arbitro: | Hennig |

|                                                    |           |               |
| Piontek 18’ Ferner 28’ Schweighöfer 74’ Schütz 90’ | Marcatori | 60’ Ohlhauser |

| Arbitro: | Tschenscher |

|                               |           |  |
| Müller 23’, 62’ Ohlhauser 58’ | Marcatori |  |

| Arbitro: | Ott |

|                        |           |                                   |
| Magnusson 19’ Pott 68’ | Marcatori | 3’, 87’ Müller 32’, 62’ Ohlhauser |

| Arbitro: | Weyland |

|                         |           |  |
| Müller 43’ Koulmann 80’ | Marcatori |  |

| Arbitro: | Fritz |

|                         |           |                                       |
| Larsson 28’ Sieloff 62’ | Marcatori | 3’, 51’ Brenninger 37’, 80’ Ohlhauser |

| Arbitro: | Ohmsen |

|                          |           |          |
| Ohlhauser 25’ Müller 28’ | Marcatori | 34’ Lotz |

| Arbitro: | Biwersi |

|                      |           |            |
| Neuser 13’ Kraus 34’ | Marcatori | 46’ Müller |

| Arbitro: | Seekamp |

|                                          |           |  |
| Müller 1’, 57’, 69’, 89’ (rig.) Roth 67’ | Marcatori |  |

| Arbitro: | Niemeyer |

|                                 |           |            |
| Dörfel 2’, 6’ (rig.) Seeler 63’ | Marcatori | 24’ Müller |

| Arbitro: | Deuschel |

|            |           |  |
| Müller 64’ | Marcatori |  |

#### Girone di ritorno
| Arbitro: | Schulenburg |

|                       |           |               |
| Solz 77’ Bronnert 83’ | Marcatori | 41’ Ohlhauser |

| Arbitro: | Fritz |

|            |           |                        |
| Müller 29’ | Marcatori | 7’ Gerhardt 55’ Straus |

| Arbitro: | Hoffmann |

|                           |           |            |
| Breuer 16’ Straschitz 85’ | Marcatori | 89’ Müller |

| Arbitro: | Baumgärtel |

|                       |           |                            |
| Müller 24’ Werner 43’ | Marcatori | 26’ (rig.) Wild 62’ Müller |

| Arbitro: | Ott |

|                          |           |                       |
| Schwarzenbeck 74’ (aut.) | Marcatori | 3’ Roth 70’ Ohlhauser |

| Arbitro: | Linn |

|                                  |           |            |
| Müller 18’, 36’, 80’ Rigotti 74’ | Marcatori | 33’ Glinka |

| Arbitro: | Tschenscher |

|  |           |          |
|  | Marcatori | 68’ Roth |

| Arbitro: | Radermacher |

|                   |           |  |
| Müller 82’ (rig.) | Marcatori |  |

| Arbitro: | Thier |

|            |           |  |
| Zeiser 19’ | Marcatori |  |

| Arbitro: | Fritz |

|                     |           |  |
| Müller 43’ Roth 89’ | Marcatori |  |

| Arbitro: | Siepe |

|                                                   |           |                                  |
| Gerwien 4’ Ulsaß 23’ Saborowski 30’, 41’ Moll 68’ | Marcatori | 73’ (rig.) Müller 78’ Brenninger |

| Arbitro: | Tschenscher |

|            |           |             |
| Müller 46’ | Marcatori | 77’ Larsson |

| Duisburg 29 aprile 1967, ore 16:00 CET 30ª giornata | Duisburg | 0 – 0 referto | Bayern Monaco | Wedaustadion (20 000 spett.)\| Arbitro: \| Linn \| |
| Arbitro:                                            | Linn     |               |               |                                                    |

| Arbitro: | Fritz |

|                                                                     |           |  |
| Kupferschmidt 43’ Brenninger 52’ (rig.) Ohlhauser 67’, 83’ Roth 71’ | Marcatori |  |

| Arbitro: | Mailand |

|             |           |  |
| Geisert 25’ | Marcatori |  |

| Arbitro: | Hoffmann |

|                                      |           |            |
| Koulmann 28’ Roth 80’ Brenninger 86’ | Marcatori | 61’ Dörfel |

| Arbitro: | Basedow |

|                                  |           |  |
| Emmerich 15’, 88’ Wosab 35’, 75’ | Marcatori |  |

### Coppa di Germania
| Arbitro: | Link |

|               |           |                                  |
| Ipta 63’, 94’ | Marcatori | 24’ Brenninger 110’, 113’ Müller |

| Arbitro: | Schäfer |

|                     |           |                               |
| Sochacki 66’ (rig.) | Marcatori | 62’, 69’ Müller 72’ Ohlhauser |

| Arbitro: | Ohmsen |

|                         |           |                               |
| Herrmann 29’ Neuser 76’ | Marcatori | 15’ Müller 39’, 53’ Ohlhauser |

| Arbitro: | Siebert |

|                                      |           |            |
| Ohlhauser 63’, 75’ Kupferschmidt 65’ | Marcatori | 78’ Bründl |

| Arbitro: | Niemeyer |

|                                                     |           |  |
| Müller 23’, 76’ Ohlhauser 72’ Brenninger 85’ (rig.) | Marcatori |  |

### Coppa delle Coppe
| Arbitro: | Majdan |

|           |           |          |
| Čaban 13’ | Marcatori | 21’ Roth |

| Arbitro: | Sbardella |

|                                |           |                   |
| Brenninger 32’ Müller 72’, 73’ | Marcatori | 56’, 84’ Pavlovič |

| Arbitro: | van Ravens |

|           |           |              |
| Dixon 61’ | Marcatori | 17’ Koulmann |

| Arbitro: | Zečević |

|                                       |           |                       |
| Brenninger 5’ Ohlhauser 8’ Müller 86’ | Marcatori | 55’ Gilbert 58’ Tuohy |

| Arbitro: | Hannet |

|            |           |  |
| Starek 48’ | Marcatori |  |

| Arbitro: | Wharton |

|                           |           |  |
| Ohlhauser 59’ Müller 106’ | Marcatori |  |

| Arbitro: | Zsolt |

|                             |           |  |
| Müller 2’ Kupferschmidt 10’ | Marcatori |  |

| Arbitro: | Lööw |

|           |           |                      |
| Galić 32’ | Marcatori | 27’, 73’, 83’ Müller |

| Arbitro: | Bello |

|           |           |  |
| Roth 108’ | Marcatori |  |

## Statistiche

### Statistiche di squadra
| Competizione      | Punti | In casa | In casa | In casa | In casa | In casa | In casa | In trasferta | In trasferta | In trasferta | In trasferta | In trasferta | In trasferta | Totale | Totale | Totale | Totale | Totale | Totale | DR  |
| Competizione      | Punti | G       | V       | N       | P       | Gf      | Gs      | G            | V            | N            | P            | Gf           | Gs           | G      | V      | N      | P      | Gf     | Gs     | DR  |
| ----------------- | ----- | ------- | ------- | ------- | ------- | ------- | ------- | ------------ | ------------ | ------------ | ------------ | ------------ | ------------ | ------ | ------ | ------ | ------ | ------ | ------ | --- |
| Bundesliga        | 37    | 17      | 11      | 3       | 3       | 37      | 14      | 17           | 5            | 2            | 10           | 25           | 33           | 34     | 16     | 5      | 13     | 62     | 47     | +15 |
| Coppa di Germania | -     | 2       | 2       | 0       | 0       | 7       | 1       | 3            | 3            | 0            | 0            | 9            | 5            | 5      | 5      | 0      | 0      | 16     | 6      | +10 |
| Coppa delle coppe | -     | 5       | 5       | 0       | 0       | 11      | 4       | 4            | 1            | 2            | 1            | 5            | 4            | 9      | 6      | 2      | 1      | 16     | 8      | +8  |
| Totale            | 37    | 24      | 18      | 3       | 3       | 55      | 19      | 24           | 9            | 4            | 11           | 39           | 42           | 48     | 27     | 7      | 14     | 94     | 61     | +33 |

### Andamento in campionato
| Giornata  | 1  | 2  | 3  | 4 | 5 | 6 | 7  | 8  | 9  | 10 | 11 | 12 | 13 | 14 | 15 | 16 | 17 | 18 | 19 | 20 | 21 | 22 | 23 | 24 | 25 | 26 | 27 | 28 | 29 | 30 | 31 | 32 | 33 | 34 |
| --------- | -- | -- | -- | - | - | - | -- | -- | -- | -- | -- | -- | -- | -- | -- | -- | -- | -- | -- | -- | -- | -- | -- | -- | -- | -- | -- | -- | -- | -- | -- | -- | -- | -- |
| Luogo     | C  | T  | C  | T | C | T | C  | T  | C  | T  | C  | T  | C  | T  | C  | T  | C  | T  | C  | T  | C  | T  | C  | T  | C  | T  | C  | T  | C  | T  | C  | T  | C  | T  |
| Risultato | P  | N  | N  | V | V | P | P  | P  | V  | V  | V  | V  | V  | P  | V  | P  | V  | P  | P  | P  | N  | V  | V  | V  | V  | P  | V  | P  | N  | N  | V  | P  | V  | P  |
| Posizione | 11 | 14 | 11 | 8 | 5 | 6 | 12 | 16 | 14 | 7  | 6  | 4  | 2  | 4  | 4  | 4  | 3  | 7  | 8  | 9  | 9  | 8  | 5  | 3  | 3  | 4  | 4  | 4  | 4  | 5  | 4  | 6  | 5  | 6  |

Legenda:

Luogo: C = Casa; T = Trasferta. Risultato: V = Vittoria; N = Pareggio; P = Sconfitta.

### Statistiche dei giocatori
| Giocatore        | Bundesliga | Bundesliga | Bundesliga  | Bundesliga | Coppa di Germania | Coppa di Germania | Coppa di Germania | Coppa di Germania | Coppa delle coppe | Coppa delle coppe | Coppa delle coppe | Coppa delle coppe | Totale   | Totale | Totale      | Totale     |
| Giocatore        | Presenze   | Reti       | Ammonizioni | Espulsioni | Presenze          | Reti              | Ammonizioni       | Espulsioni        | Presenze          | Reti              | Ammonizioni       | Espulsioni        | Presenze | Reti   | Ammonizioni | Espulsioni |
| ---------------- | ---------- | ---------- | ----------- | ---------- | ----------------- | ----------------- | ----------------- | ----------------- | ----------------- | ----------------- | ----------------- | ----------------- | -------- | ------ | ----------- | ---------- |
| S. Bacak         | 0          | 0          | 0           | 0          | 0                 | 0                 | 0                 | 0                 | 0                 | 0                 | 0                 | 0                 | 0        | 0      | 0           | 0          |
| F. Beckenbauer   | 33         | 0          | 0           | 0          | 5                 | 0                 | 0                 | 0                 | 9                 | 0                 | 0                 | 0                 | 47       | 0      | 0           | 0          |
| K. Borutta       | 2          | 0          | 0           | 0          | 0                 | 0                 | 0                 | 0                 | 0                 | 0                 | 0                 | 0                 | 2        | 0      | 0           | 0          |
| D. Brenninger    | 30         | 7          | 0           | 0          | 5                 | 2                 | 0                 | 0                 | 9                 | 2                 | 0                 | 0                 | 44       | 11     | 0           | 0          |
| W. Comploy       | 0          | 0          | 0           | 0          | 0                 | 0                 | 0                 | 0                 | 0                 | 0                 | 0                 | 0                 | 0        | 0      | 0           | 0          |
| J. Drescher      | 1          | 0          | 0           | 0          | 0                 | 0                 | 0                 | 0                 | 0                 | 0                 | 0                 | 0                 | 1        | 0      | 0           | 0          |
| R. Grosser       | 1          | 0          | 0           | 0          | 1                 | 0                 | 0                 | 0                 | 0                 | 0                 | 0                 | 0                 | 2        | 0      | 0           | 0          |
| F. Kosar         | 0          | 0          | 0           | 0          | 0                 | 0                 | 0                 | 0                 | 0                 | 0                 | 0                 | 0                 | 0        | 0      | 0           | 0          |
| D. Koulmann      | 22         | 2          | 0           | 0          | 4                 | 0                 | 0                 | 0                 | 8                 | 1                 | 0                 | 0                 | 34       | 3      | 0           | 0          |
| A. Kunstwadl     | 0          | 0          | 0           | 0          | 0                 | 0                 | 0                 | 0                 | 1                 | 0                 | 0                 | 0                 | 1        | 0      | 0           | 0          |
| P. Kupferschmidt | 32         | 1          | 0           | 0          | 4                 | 1                 | 0                 | 0                 | 8                 | 1                 | 0                 | 0                 | 44       | 3      | 0           | 0          |
| S. Maier         | 34         | 0          | 0           | 0          | 5                 | 0                 | 0                 | 0                 | 9                 | 0                 | 0                 | 0                 | 48       | 0      | 0           | 0          |
| G. Müller        | 32         | 28         | 0           | 0          | 4                 | 7                 | 0                 | 0                 | 9                 | 8                 | 0                 | 0                 | 45       | 43     | 0           | 0          |
| R. Nafziger      | 32         | 0          | 0           | 0          | 3                 | 0                 | 0                 | 0                 | 9                 | 0                 | 0                 | 0                 | 44       | 0      | 0           | 0          |
| G. Nasdalla      | 1          | 0          | 0           | 0          | 0                 | 0                 | 0                 | 0                 | 0                 | 0                 | 0                 | 0                 | 1        | 0      | 0           | 0          |
| H. Nowak         | 17         | 1          | 0           | 0          | 3                 | 0                 | 0                 | 0                 | 4                 | 0                 | 0                 | 0                 | 24       | 1      | 0           | 0          |
| R. Ohlhauser     | 31         | 12         | 0           | 0          | 5                 | 6                 | 0                 | 0                 | 9                 | 2                 | 0                 | 0                 | 45       | 20     | 0           | 0          |
| W. Olk           | 32         | 1          | 0           | 0          | 5                 | 0                 | 0                 | 0                 | 9                 | 0                 | 0                 | 0                 | 46       | 1      | 0           | 0          |
| H. Rigotti       | 18         | 2          | 0           | 0          | 1                 | 0                 | 0                 | 0                 | 3                 | 0                 | 0                 | 0                 | 22       | 2      | 0           | 0          |
| F. Roth          | 20         | 7          | 0           | 0          | 5                 | 0                 | 0                 | 0                 | 7                 | 2                 | 0                 | 0                 | 32       | 9      | 0           | 0          |
| G. Schwarzenbeck | 21         | 0          | 0           | 0          | 5                 | 0                 | 0                 | 0                 | 2                 | 0                 | 0                 | 0                 | 28       | 0      | 0           | 0          |
| A. Vučkov        | 0          | 0          | 0           | 0          | 0                 | 0                 | 0                 | 0                 | 0                 | 0                 | 0                 | 0                 | 0        | 0      | 0           | 0          |
| K. Walleitner    | 2          | 0          | 0           | 0          | 0                 | 0                 | 0                 | 0                 | 0                 | 0                 | 0                 | 0                 | 2        | 0      | 0           | 0          |
| G. Welz          | 0          | 0          | 0           | 0          | 0                 | 0                 | 0                 | 0                 | 0                 | 0                 | 0                 | 0                 | 0        | 0      | 0           | 0          |
| P. Werner        | 13         | 1          | 0           | 0          | 0                 | 0                 | 0                 | 0                 | 3                 | 0                 | 0                 | 0                 | 16       | 1      | 0           | 0          |